# Теодор Михайло Миколайович
Миха́йло Микола́йович Теодо́р (нар. 21 червня 1924 — пом. 28 квітня 1992) — працівник сільського господарства, знаний чабан, Герой Соціалістичної Праці (1958).

## Біографія
Михайло Миколайович Теодор народився 21 червня 1924 року в селі Вулканешти, Бессарабія. Після закінчення 4-річної школи пішов працювати чабаном. З початком Німецько-радянської війни під час евакуації народногосподарського майна переганяв колгоспну худобу на схід СРСР, за Волгу. По закінченні війни оселився в місті Первомайську Миколаївської області. Працював чабаном, старшим чабаном колгоспу імені Т. Г. Шевченка.
У 1960 році після об'єднання кількох колгоспів у єдиний радгосп «Первомайський», працював бригадиром чабанів. В 1960 році бригада М. М. Теодора  отримала по 190 ягнят від 100 вівцематок, настригла від кожної вівці по 5,6 кг вовни і здала державі 350 ц баранини. За це досягнення бригада першою в Первомайському районі отримала звання «Колектив комуністичної праці».
Згодом призначений керуючим 4-м відділком радгоспу «Первомайський». Був делегатом тринадцятого з'їзду профспілок у Москві (1963). Неодноразово брав участь у Всесоюзній виставці досягнень народного господарства, двічі нагороджувався срібною медаллю ВДНГ.
Помер 28 квітня 1992 року. Похований у місті Первомайську (кладовище на вулиці Кам'яномостівській).

## Нагороди
Указом Президії Верховної Ради СРСР від 26 лютого 1958 року «за особливі заслуги в розвитку сільського господарства і досягнення високих показників у виробництві … м'яса … та впровадження у виробництво досягнень науки і передового досвіду», Теодору Михайлові Миколайовичу присвоєне звання Героя Соціалістичної Праці з врученням ордена Леніна і золотої медалі «Серп і Молот» (№ 13745).

## Родина
Син М. М. Теодора — Володимир — архімандрит Російської православної церкви, знаний іконописець, лауреат Державної премії Росії.